# Brucepattersonius soricinus
Brucepattersonius soricinus е вид гризач от семейство Хомякови (Cricetidae).

## Разпространение
Видът е разпространен в Бразилия.